# Eugen Skjønberg
Conrad Eugen Skjønberg, född 27 mars 1889 på Kragerø, död 25 juli 1971, var en norsk skådespelare. Han var gift med Henny Skjønberg och far till Pål och Espen Skjønberg. Han filmdebuterade 1921.

## Filmografi
Enligt Internet Movie Database:
- 1921 – Jomfru Trofast
- 1921 – Felix
- 1923 – Hårda viljor
- 1925 – Himmeluret
- 1927 – Den glade enke i Trangvik
- 1927 – Eleganta svindlare
- 1932 – Prinsessen som ingen kunne målbinde (kortfilm)
- 1932 – Fantegutten
- 1932 – En glad gutt
- 1933 – Op med hodet!
- 1936 – Vi vil oss et land... (kortfilm)
- 1936 – Morderen uten ansikt
- 1937 – Tattarbruden
- 1940 – Tørres Snørtevold
- 1948 – Trollforsen
- 1949 – Svendsen går videre
- 1949 – Vi flyger på Rio (norska versionen)
- 1950 – To mistenkelige personer
- 1950 – Kärleken blir din död
- 1951 – Flukten fra Dakar
- 1951 – Vad vore livet utan dig
- 1952 – Det kunne vært deg
- 1953 – Skøytekongen
- 1953 – Selkvinnen
- 1954 – Portrettet
- 1955 – Polisen efterlyser
- 1955 – Hjem går vi ikke
- 1955 – Arthurs forbrytelse
- 1955 – Ute blåser sommarvind
- 1956 – Kvinnens plass
- 1956 – Ektemann alene